# Louis Dufaux
Pour les articles homonymes, voir Dufaux.
Louis Dufaux, né à Nice le 21 octobre 1931 et mort à Nice le 14 avril 2011, est un évêque catholique français, évêque de Grenoble de 1989 à 2006.

## Biographie

### Formation
Louis Dufaux a suivi sa formation théologique au Grand séminaire de Nice. Par la suite, il a été diplômé de l'Institut supérieur de pastorale catéchétique à l'institut catholique de Paris.

### Principaux ministères
Ordonné prêtre pour le diocèse de Nice le 29 juin 1955, il a commencé son ministère comme vicaire à Notre-Dame du Port à Nice.
Il a ensuite assumé des responsabilités diocésaines comme directeur de l'enseignement religieux et du catéchuménat des adultes de 1965 à 1970, puis à l'échelle de l'Église de France comme directeur adjoint de 1970 à 1975, puis directeur jusqu'en 1978 du Centre national de l'enseignement religieux (CNER).
Rentré dans son diocèse de Nice, il en était le vicaire général de 1980 à 1984.
Nommé évêque auxiliaire de Marseille par Jean-Paul II le 27 février 1984, il a été consacré le 29 avril suivant. Par la suite, il est devenu évêque coadjuteur de Grenoble le 10 mars 1988, puis évêque titulaire de ce diocèse le 26 septembre 1989. Il procéda au regroupement des paroisses et fit construire la Maison Diocésaine. Il eut pour évêques auxiliaires Jean-Pierre Ricard puis Michel Mouïsse. Il s'est retiré pour raison d'âge le 10 juin 2006.
Il meurt à Nice le 14 avril 2011, où il s'était retiré chez les Petites Sœurs des pauvres. Ses obsèques se déroulent le 20 avril à la cathédrale Notre-Dame de Grenoble où, à sa demande, il repose dans le tombeau des évêques.